# Tres tercios
Los tres tercios es una denominación existente en Chile que se refiere a las tres principales corrientes políticas existentes en ese país entre 1958 y 1973. Tras el fin del gobierno de Carlos Ibáñez del Campo, oficialmente independiente pero apoyado por el Partido Agrario Laborista, se sucedieron tres gobiernos que representaban a cada una de las tres corrientes principales: el de Jorge Alessandri, el de Eduardo Frei Montalva y el de Salvador Allende.
La configuración de estos "tres tercios" nace como parte del desmoronamiento que había vivido por años el Partido Conservador y el fin del bipartidismo tradicional con el Partido Liberal, existente básicamente desde los inicios de la República, en 1831. Así, nació la Falange Nacional como una escisión del Partido Conservador para dar nacimiento al Partido Demócrata Cristiano (PDC), más cercano a las posiciones de centro, al campesinado e incorporó la doctrina social de la Iglesia. En la izquierda en tanto, el Partido Radical, que surgió a comienzos del siglo XX y vivió su época de máximo esplendor durante el período de los Gobiernos Radicales, también entró en declinación tras la victoria de Ibáñez; por el contrario, el Partido Socialista y el Partido Comunista (después de su legalización al derogar la Ley maldita) comenzaron a tener cada vez mayor influencia, formando una serie de alianzas electorales.
En la elección presidencial de 1958 se presentaron cuatro candidatos importantes. Alessandri, pese a ser independiente, representaba al Partido Conservador Unido y al Partido Liberal; Allende representó a la izquierda unida en torno al Frente de Acción Popular, mientras Frei Montalva lo hizo por el PDC. Estos tres candidatos obtuvieron votaciones muy similares entre el 20% y el 31%, por lo que el ganador de la elección fue decidido por el Congreso pleno. Luis Bossay, el candidato radical, obtuvo el cuarto lugar, muy por debajo de la votación histórica del partido.
En la elección de 1964 la derecha, frente a los temores de la victoria de Allende, decidió no presentar candidato (inicialmente habían manifestado su apoyo al candidato radical Julio Durán) y apoyar a Eduardo Frei Montalva, quien logró obtener la mayoría absoluta y ser declarado presidente.             
En la elección de 1970 Salvador Allende logró la mayoría relativa y con el apoyo del PDC logró ser elegido presidente en el Congreso Pleno.
Las tres elecciones tuvieron una estructura similar en que cada corriente obtuvo cerca del 30% de los votos (de allí el nombre de "tres tercios"). Al no tener ninguno de los tres grupos el apoyo mayoritario de la población, ésta se polarizó de forma importante y devino en una serie de acciones violentas que desestabilizaron el país. Finalmente, un golpe de Estado derrocó al gobierno de Allende y la Unidad Popular, instaurando una dictadura militar por diecisiete años, suprimiendo las expresiones políticas. 
Al crear la nueva Constitución Política de la República en 1980 con el fin de iniciar el proceso de transición a la democracia, la dictadura instauró un sistema electoral binominal que fortaleció el bipartidismo e impidió durante décadas la construcción de un nuevo sistema de tres tercios. El desgaste de ambas coaliciones después de veinticinco años de gobiernos democráticos llevó al reemplazo de este sistema en 2015 por uno de carácter proporcional, lo que posibilitó que en las elecciones parlamentarias de 2017 se abriera la posibilidad de que una tercera coalición alcanzara un número considerable de escaños. El resultado de la elección devino en la consolidación del Frente Amplio, alianza que creció mayoritariamente a costa del debilitamiento de la Concertación de Partidos por la Democracia. El reemplazo del sistema binominal no logró, sin embargo, solucionar la crisis de representatividad política, y el país se vio sacudido en 2019 por un estallido social que llevó a la creación de una convención constitucional encargada de reemplazar la Constitución de 1980 por una nueva y consolidada.

## Resultados presidenciales
| Elección | Izquierda  | Izquierda  | Dem. Cristiana | Dem. Cristiana | Derecha       | Derecha       |
| -------- | ---------- | ---------- | -------------- | -------------- | ------------- | ------------- |
| 1958     | S. Allende | S. Allende | E. Frei M.     | E. Frei M.     | J. Alessandri | J. Alessandri |
| 1958     | 356 493    | 28,85 %    | 255 769        | 20,7 %         | 389 909       | 31,56 %       |
| 1964     | S. Allende | S. Allende | E. Frei M.     | E. Frei M.     | J. Durán      | J. Durán      |
| 1964     | 977 902    | 38,93 %    | 1 409 012      | 56,09 %        | 125 233       | 4,98 %        |
| 1970     | S. Allende | S. Allende | R. Tomic       | R. Tomic       | J. Alessandri | J. Alessandri |
| 1970     | 1 075 616  | 36,63 %    | 824 849        | 28,08 %        | 1 036 278     | 35,29 %       |